# Odontophora setosa
Odontophora setosa är en rundmaskart som först beskrevs av Allgen 1929.  Odontophora setosa ingår i släktet Odontophora och familjen Axonolaimidae. Arten är reproducerande i Sverige. Inga underarter finns listade i Catalogue of Life.